# Boarmia fucataria
Boarmia fucataria är en fjärilsart som beskrevs av Alfred Ernest Wileman 1911. Boarmia fucataria ingår i släktet Boarmia och familjen mätare. Inga underarter finns listade i Catalogue of Life.